# Cancellaria peruviana
Cancellaria peruviana is een slakkensoort uit de familie van de Cancellariidae. De wetenschappelijke naam van de soort is voor het eerst geldig gepubliceerd in 1954 door Strong.